# Chung kết giải vô địch bóng đá U-21 châu Âu 2019
Chung kết giải vô địch bóng đá U-21 châu Âu 2019 là một trận đấu bóng đá diễn ra vào ngày 30 tháng 6 năm 2019 tại Dacia Arena ở Udine, Ý, để xác định đội thắng của Giải vô địch bóng đá U-21 châu Âu 2019. Trận đấu được tranh tài bởi Tây Ban Nha và Đức, đương kim vô địch của giải đấu, khiến lịch thi đấu trở thành trận đấu lại của trận chung kết trước đó.
Tây Ban Nha đã giành chiến thắng chung cuộc 2–1 cho danh hiệu giải vô địch bóng đá U-21 châu Âu lần thứ 5 của họ, bằng với kỷ lục của Ý.

## Đường đến trận chung kết
| VT | Đội         | ST | Đ |
| -- | ----------- | -- | - |
| 1  | Tây Ban Nha | 3  | 6 |
| 2  | Ý (H)       | 3  | 6 |
| 3  | Ba Lan      | 3  | 6 |
| 4  | Bỉ          | 3  | 0 |

| VT | Đội      | ST | Đ |
| -- | -------- | -- | - |
| 1  | Đức      | 3  | 7 |
| 2  | Đan Mạch | 3  | 6 |
| 3  | Áo       | 3  | 4 |
| 4  | Serbia   | 3  | 0 |

## Trận đấu

### Chi tiết
| Tây Ban Nha            | 2–1      | Đức         |
| ---------------------- | -------- | ----------- |
| - Fabián 7' - Olmo 69' | Chi tiết | - Amiri 88' |

| Tây Ban Nha | Đức |

| GK                | 1  | Antonio Sivera        | 83' |     |
| RB                | 15 | Martín Aguirregabiria |     |     |
| CB                | 5  | Unai Núñez            | 71' |     |
| CB                | 2  | Jesús Vallejo (c)     | 33' |     |
| LB                | 20 | Junior Firpo          |     |     |
| CM                | 21 | Marc Roca             |     |     |
| CM                | 6  | Fabián Ruiz           |     | 78' |
| RW                | 19 | Dani Olmo             |     |     |
| AM                | 10 | Dani Ceballos         |     |     |
| LW                | 22 | Pablo Fornals         |     | 72' |
| CF                | 11 | Mikel Oyarzabal       |     | 55' |
| Cầu thủ dự bị:    |    |                       |     |     |
| MF                | 7  | Carlos Soler          |     | 55' |
| FW                | 9  | Borja Mayoral         |     | 72' |
| MF                | 8  | Mikel Merino          |     | 78' |
| Huấn luyện viên:  |    |                       |     |     |
| Luis de la Fuente |    |                       |     |     |

| GK               | 1  | Alexander Nübel      |  |     |
| RB               | 3  | Lukas Klostermann    |  |     |
| CB               | 4  | Jonathan Tah (c)     |  |     |
| CB               | 5  | Timo Baumgartl       |  |     |
| LB               | 2  | Benjamin Henrichs    |  |     |
| CM               | 16 | Suat Serdar          |  | 61' |
| CM               | 6  | Maximilian Eggestein |  | 78' |
| CM               | 8  | Mahmoud Dahoud       |  |     |
| RW               | 7  | Levin Öztunalı       |  | 72' |
| CF               | 10 | Luca Waldschmidt     |  |     |
| LW               | 18 | Nadiem Amiri         |  |     |
| Cầu thủ dự bị:   |    |                      |  |     |
| MF               | 19 | Florian Neuhaus      |  | 61' |
| FW               | 11 | Marco Richter        |  | 72' |
| FW               | 9  | Lukas Nmecha         |  | 78' |
| Huấn luyện viên: |    |                      |  |     |
| Stefan Kuntz     |    |                      |  |     |

| Cầu thủ xuất sắc nhất trận: Dani Olmo (Tây Ban Nha) Trợ lý trọng tài: Uroš Stojković (Serbia) Milan Mihajlović (Serbia) Trọng tài thứ tư: Serdar Gözübüyük (Hà Lan) Trợ lý trọng tài dự bị: Charles Schaap (Hà Lan) Trợ lý trọng tài video: Jochem Kamphuis (Hà Lan) Hỗ trợ trợ lý trọng tài video: Bas Nijhuis (Hà Lan) | Luật trận đấu - 90 phút. - 30 phút của hiệp phụ nếu cần thiết. - Loạt sút luân lưu nếu tỷ số vẫn bị hòa. - Tối đa 12 cầu thủ dự bị được đặt tên. - Tối đa 3 cầu thủ dự bị, với 1 cầu thủ dự bị thứ tư được phép trong hiệp phụ. |